# Diestostemma biolleyi
Diestostemma biolleyi är en insektsart som beskrevs av William Lucas Distant 1908. Diestostemma biolleyi ingår i släktet Diestostemma och familjen dvärgstritar. Inga underarter finns listade i Catalogue of Life.